# Bill Terry
William Harold Terry dit Bill Terry est un joueur puis gérant de baseball américain né le 30 octobre 1898 à Atlanta et mort le 9 janvier 1989 à Jacksonville (Floride).

## Carrière
Bill Terry fait toute sa carrière de joueur professionnel aux Giants de New York au poste de premier but. En 1930, il est champion frappeur avec une moyenne de ,401. Terry est le dernier joueur à avoir eu une moyenne au bâton supérieure à ,400 en ligue nationale.
Il est élu en 1954 au temple de la renommée du baseball.